# Rezolucija Vijeća sigurnosti UN-a 982
Rezolucijom Vijeća sigurnosti UN-a 982, jednoglasno usvojenom 31. ožujka 1995., nakon ponovnog potvrđivanja svih rezolucija o situaciji u bivšoj Jugoslaviji, posebice Rezolucije 947 (1994) o Zaštitnim snagama Ujedinjenih naroda (UNPROFOR), Vijeće je produžilo mandat UNPROFOR-a za dodatno razdoblje koje završava 30. studenoga 1995. i razgovaralo o operacijama u Hrvatskoj.
Vlada Bosne i Hercegovine prihvatila je mirovni plan Kontakt grupe i strane u zemlji su poštovale sporazum o prekidu vatre. Vijeće je ohrabreno nastojanjima UNPROFOR-a da pomogne u provedbi Washingtonskih sporazuma. Ponovljena je važnost grada Sarajeva kao glavnog grada Bosne i Hercegovine i kao multikulturnog, multietničkog i vjerskog središta, te da će sporazum o demilitarizaciji grada imati pozitivan učinak. Ljudska prava su se morala poštivati kako bi se izgradilo međusobno povjerenje i mir.
Mandat UNPROFOR-a produljen je do 30. studenoga 1995., a glavni tajnik Butros Butros-Gali ovlašten je preraspodijeliti svo osoblje i sredstva UNPROFOR-a iz Hrvatske u Bosnu i Hercegovinu, osim onih potrebnih za operaciju Ujedinjenih naroda za obnovu povjerenja u Hrvatskoj. UNPROFOR će nastaviti provoditi provedbu relevantnih sporazuma, olakšati dostavu humanitarne pomoći u Bosnu i Hercegovinu preko Hrvatske i zadržati svoju strukturu potpore u toj zemlji. U međuvremenu, strane u obje zemlje pozvane su na poštivanje primirja i pregovore o mirnom rješenju.
Na kraju, rezolucija je zaključena zahtjevom od glavnog tajnika da obavještava Vijeće o razvoju događaja u regiji.

## Vanjske poveznice
| Wikizvor | Engleski Wikizvor ima izvorni tekst na temu: United Nations Security Council Resolution 982 |

- Text of the Resolution at undocs.org